# Ana Rosa Payán
Ana Rosa Payán Cervera est une femme politique mexicaine (yucatèque) de droite. En 2006, elle était Directrice Nationale du Desarrollo Integral de la Familia (le DIF), institution d'aide sociale aux familles, nommée par le président Vicente Fox. Elle fut candidate en 2007 à la gouvernance du Yucatán pour le Parti du travail, élection remportée par Xavier Abreu Sierra.

## Carrière politique
Ana Rosa Payán a rejoint le Parti action nationale en 1983, dont elle fut membre active jusqu'en 2007. Elle a été député fédéral de 1988 à 1990, maire de Mérida de 1991 à 1993, député local du Yucatán de 1995 à 1997, et sénatrice de 1997 à 2000.